# Funzione di Whittaker
In matematica, una funzione di Whittaker, il cui nome si deve al matematico inglese Edmund Taylor Whittaker, è una soluzione dell'equazione di Whittaker, una variante dell'equazione ipergeometrica confluente che ha la forma:
{\displaystyle {\frac {d^{2}W}{dz^{2}}}+\left(-{\frac {1}{4}}+{\frac {\kappa }{z}}+{\frac {{\frac {1}{4}}-m^{2}}{z^{2}}}\right)W=0}
dove {\displaystyle \kappa } e {\displaystyle m} assumono valori in {\displaystyle \mathbb {C} }. 
Si tratta di un'equazione differenziale lineare del secondo ordine, ed è una forma ridotta dell'equazione ipergeometrica degenere. Più in generale, Hervé Jacquet introdusse negli anni '60 le funzioni di Whittaker per gruppi riduttivi su campi locali: le funzioni studiate da Whittaker sono sostanzialmente il caso in cui il campo locale è quello dei numeri reali e il gruppo è {\displaystyle SL_{2}(\mathbb {R} )}.
Due soluzioni sono date dalle funzioni speciali {\displaystyle M_{\kappa ,m}} e {\displaystyle W_{\kappa ,m}} introdotte da Whittaker nel 1904, e dette funzioni di Whittaker. La funzione {\displaystyle M_{\kappa ,m}} può essere espressa con la funzione ipergeometrica confluente di Kummer: 
{\displaystyle M_{\kappa ,m}(z)=e^{-z/2}z^{m+1/2}M(1/2+m-\kappa ,1+2m,z)}
La funzione {\displaystyle W_{\kappa ,m}} può invece essere espressa mediante la funzione ipergeometrica confluente di Tricomi:
{\displaystyle W_{\kappa ,m}(z)=e^{-z/2}z^{m+1/2}U(1/2+m-\kappa ,1+2m,z)}
Whittaker ha ottenuto formule per esprimere funzioni speciali come le funzioni di Bessel, le funzioni paraboliche del cilindro, o la funzione gamma incompleta con le funzioni {\displaystyle M_{\kappa ,m}} e {\displaystyle W_{\kappa ,m}}. 